# Callisthenia schadei
Callisthenia schadei är en fjärilsart som beskrevs av William Schaus 1938. Callisthenia schadei ingår i släktet Callisthenia och familjen björnspinnare. Inga underarter finns listade i Catalogue of Life.